# Robert Blake
Robert Blake (27. září 1599 – 17. srpna 1657) byl anglický důstojník, od roku 1649 jeden z velitelů anglického loďstva za anglo-nizozemských válek. Patřil k nejvýznamnějším anglickým admirálům 17. století, je dokonce nazýván otcem Royal Navy.
Původně se angažoval v anglické občanské válce jako pozemní důstojník, dosáhl hodnosti plukovníka. V roce 1649 mu bylo uděleno velení nad anglickou flotou spolu s Edwardem Pophamem a Richardem Deanem, obdržel hodnost generála moře (general-at-sea), tj. ekvivalent admirálské hodnosti. Podařilo se mu rozšířit anglické loďstvo na více než 100 lodí a roku 1653 se spolupodílel na vypracování bojových směrnic, které nesly název Instructions for the Better Ordering of the Fleet in the Fighting (Instrukce pro lepší uspořádání floty v boji), ve které je navrženo nové bojové uspořádání – bitevní linie.

## První anglo-nizozemská válka
V květnu 1652, ještě před vyhlášením války, se Blake zúčastnil jednoho námořního incidentu. Velel oddílu 20 lodí, které měly v úmyslu prohledat konvoj nizozemské Východoindické společnosti, avšak zabránil jim v tom nizozemský admirál Maarten Tromp. Po vyhlášení války vedl 60 anglických lodí proti stejně silnému nizozemskému protivníkovi v bitvě u Kentish Knocku, které dokázal porazit. Ještě ve stejném roce v prosinci utrpěl od Trompa porážku v bitvě u Dungenessu. Mezi 28. únorem a 2. březnem pak svedl opět s Trompem třídenní bitvu o nizozemský obchodní konvoj, která vešla do dějin jako bitva u Portlandu. V té sice dosáhl taktického vítězství (potopil nebo zajal na 50 nizozemských lodí), ale hlavní cíl (přerušit nizozemský obchod se zámořím) se mu podařit nesplnilo. Navíc byl během bitvy raněn do stehna. Toto zranění mu neumožňovalo vést loďstvo, avšak když se dne 12. června 1653 dozvěděl o probíhající bitvě u mělčiny Gabbard, vyplul na lodi Essex v čele dalších 17 lodí, aby zabránil Nizozemcům ustoupit na jejich domovské základny.

## Další kariéra
Po tomto vítězství odplul s 24 loďmi do Středozemního moře, kde zabránil vévodovi de Guise v dobytí Neapole. Následně za anglo-španělské války blokoval Cádiz, hlavní kotviště španělské floty. V roce 1657 obsadil Jamajku. Podařilo se mu zničit dvě španělské flotily přepravující stříbro do Evropy. Při návratu z dalšího tažení zemřel na následky starých zranění nedaleko Portsmouthu. Byl pohřben ve Westminsterském opatství, ale po restauraci Stuartovců byl exhumován a pohřben v neznámém hromadném hrobě.